# Hüder járás
Hüder járás (mongol nyelven: Хүдэр сум) Mongólia Szelenga tartományának egyik járása. Területe 2800 km². Népessége kb. 2200 fő.
Székhelye Bulagtaj (Булагтай), mely 168 km-re fekszik Szühebátor tartományi székhelytől.